# 404
El 404 (CDIV) fou un any de traspàs començat en divendres del calendari julià. En aquell temps, era conegut com a any del consolat d'Honori i Aristènet (o, més rarament, any 1157 ab urbe condita). L'ús del nom «404» per referir-se a aquest any es remunta a l'alta edat mitjana, quan el sistema Anno Domini esdevingué el mètode de numeració dels anys més comú a Europa.

## Esdeveniments
- Última competició de gladiadors a Roma.
- Derrota d'Alaric I enfront dels romans.

## Necrològiques
- 26 de gener, Betlem, Paula de Roma, noble matrona romana, deixebla de Sant Jeroni, venerada com a santa per l'Església catòlica (n. 347).[1]